# Phyllagathis griffithii
Phyllagathis griffithii är en tvåhjärtbladig växtart som först beskrevs av Joseph Dalton Hooker och José Jéronimo Triana, och fick sitt nu gällande namn av George King. Phyllagathis griffithii ingår i släktet Phyllagathis och familjen Melastomataceae. Inga underarter finns listade i Catalogue of Life.

## Bildgalleri

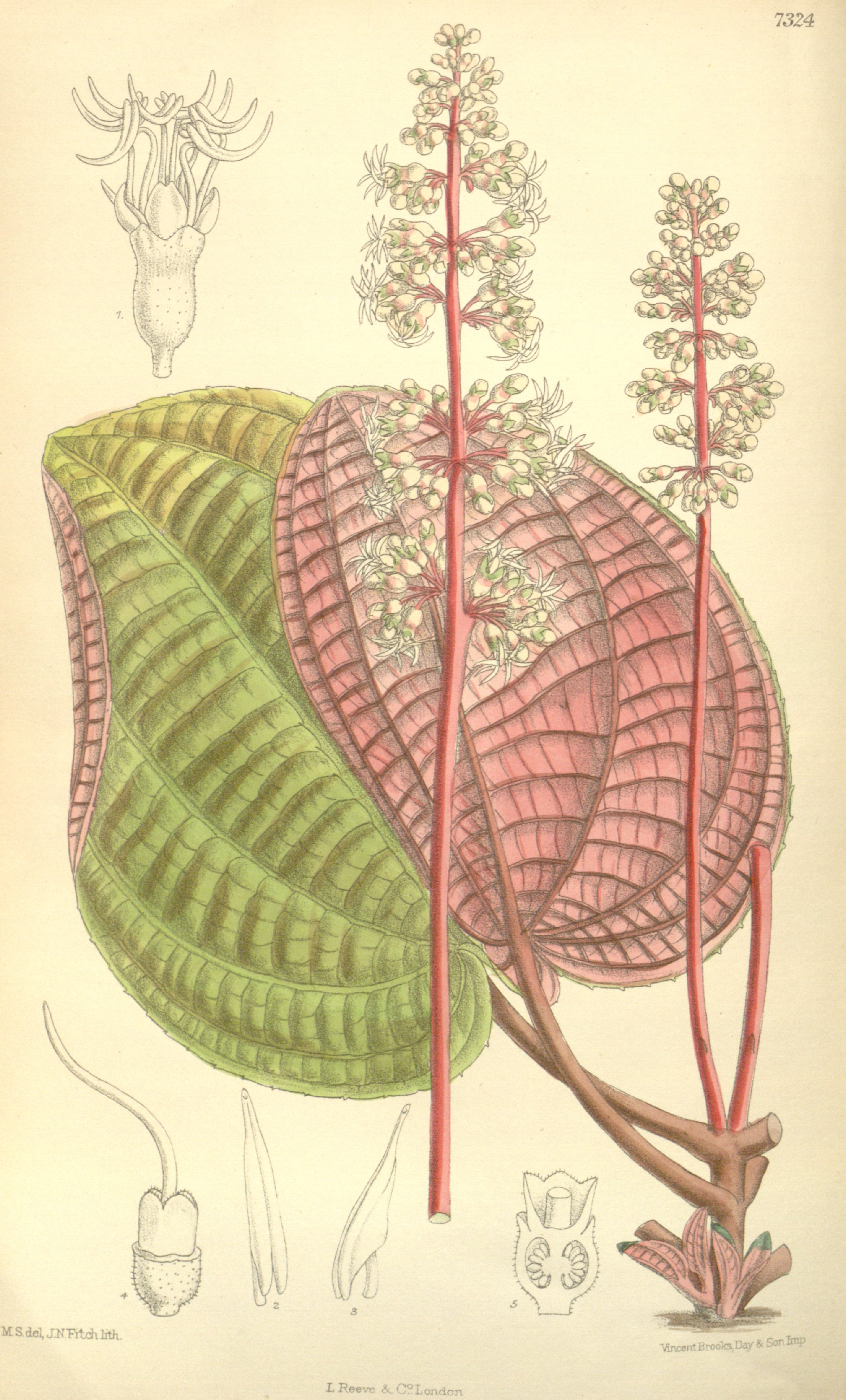